# Cristina Sverresdatter
Cristina Sverresdatter (en noruego: Kristina Sverresdatter; en nórdico antiguo: Kristín Sverrisdóttir; 1190-1213) fue una princesa noruega, la única hija legítima del rey Sverre I y de Margarita Eriksdotter. Al casarse con Felipe Simonsson, fue brevemente reina consorte de Noruega en 1209, sólo reconocida por la facción de los bagler.

## Biografía
A la muerte del rey Sverre en 1202, su viuda decidió regresar a su natal Suecia, pero fue obligada a dejar a su hija. El nuevo rey Haakon III, medio hermano de Cristina, retuvo a ésta en la corte noruega contra la voluntad de Margarita.
Apartada de su madre, fue utilizada para que el rey Inge II alcanzara un acuerdo con la facción enemiga de los bagler —probablemente era esa la razón por la que Haakon III la había retenido. Mediante un pacto político, fue dada en matrimonio en 1209 a Felipe Simonsson, el rey de los bagler. Cristina se convirtió así en reina de los bagler, los más peligrosos enemigos de los birkebeiner, los seguidores de su padre, sellando así la paz entre ambas facciones.
Cristina falleció en 1213, cuatro años después de la boda, durante el parto de su único hijo, que también murió.